# Christian Donner
Peter Christian Kinch Donner (* 1. Oktober 1839 in Kopenhagen; † 27. Februar 1904 in Baden-Baden) war ein deutscher Kapitän zur See der Kaiserlichen Marine, Kaiserlicher Geheimer Regierungsrat und Vortragender Rat im Reichsamt des Innern.

## Leben
Christian Donner wurde 1854 Kaiserlich preußischer Kadett und kam als Fähnrich zur See 1850 zur Kaiserlichen Marine. Mitte Februar 1864 wurde er als Leutnant zur See Kommandant des Dampfkanonenbootes Hyäne. Mit der Hyäne nahm er am Beginn des Deutsch-Dänischen Kriegs teil und gab das Kommando im März des gleichen Jahres wieder ab. Er übernahm als Kapitänleutnant bis zur außer Dienststellung im Dezember 1865 das Kommando über das Dampfkanonenboot Comet, welches ebenfalls im Deutsch-Dänischen Krieg eingesetzt wurde. Von der erneuten Indienststellung Juli 1870 bis zur erneuten Außerdienststellung Mitte April 1871 übernahm er die Aviso Grille. Ab Juni 1871 war er als Korvettenkapitän (Beförderung zum 23. Januar 1871) Ausrüstungsdirektor bei der Werft in Wilhelmshaven. In dieser Funktion übernahm er Ende Juni 1874 nach dem Stapellauf die beiden Torpedodampfer Zephir und Notus in Stettin für die Kaiserliche Marine. Zwischenzeitlich war er von Dezember 1871 bis Januar 1871 Kommandant der Augusta und von Juli 1872 bis Mai 1873 Kommandant der Undine. Mit der erneuten Indienststellung im August 1874 wurde er wieder Kommandant der Grille.
1878 wurde er mit seiner Pensionierung noch zum Kapitän zur See befördert und war dann ab 1880 Vortragender Rat im Reichsamt des Innern in Berlin. Anfang Mai 1882 war er als einer von zwei Bevollmächtigter des preußischen Königs Mitunterzeichner des „Internationalen Vertrags, betreffend die polizeiliche Regelung der Fischerei in der Nordsee außerhalb der Küstengewässer“.
Bis 1882 war er u. a. als Ritter des Roten Adlerordens IV. Klasse mit Schwertern und Ritter des Kronenordens IV. Klasse ausgezeichnet worden.
Christian Donner war ab Mitte 1871 mit Sophie, geb. Schulze (* 1840), verheiratet. Ihr gemeinsamer Sohn war der spätere Konteradmiral Peter Christian Donner.